# Правий берег – Інститут Петра Фіали
Правий берег – Інститут Петра Фіали (чеськ. Pravý břeh – Institut Petra Fialy) — консервативний політичний аналітичний центр, заснований у 2013 році групою прихильників політика та політолога Петра Фіали. Головна мета інституту — сприяти створенню ідеологічного підґрунтя правої ліберально-консервативної політики.
Правий берег тісно співпрацює з Інститутом правої політики (IPPO) та Центром дослідження демократії та культури (CDK).

## Мета і діяльність
Відповідно до статуту основними напрямками діяльності інституту є:
- фундаментальні та прикладні дослідження в галузі демократії та культури.
- аналіз і прогнозування структур і процесів компаній та їх компонентів у зв'язку з дослідженнями, проведеними вище.
- публікація і розповсюдження досліджень та аналізів, як професійних, так і популярних, заснованих на вищезазначених дослідженнях.
- організація лекцій, семінарів і конференцій[3][4].
- видавництво і видавнича діяльність.

## Політичний курс
Назва Правий берег відноситься до ідеологічної опозиції Лівому берегу Сени в Парижі як символу післявоєнної соціальної та політичної влади європейських лівих інтелектуалів. Інститут ідеологічно визначає себе не лише противником «безвідповідальних лівих рецептів щастя», а й противником безцінної політики, заснованої на популізмі та політичному маркетингу, особливо проти використання політичних інститутів на користь приватних і комерційних інтересів. Центр сприяє традиційній партійній політиці, яка є зіткненням ідей і дозволяє ненасильницьке та еволюційне (нереволюційне) просування цінностей у суспільстві.
Більш детально ідеологічна позиція Правого берега представлена в публікаціях Петра Фіали та Франтішека Міксаа «Консерватизм сьогодні: політика, суспільство та здоровий глузд в епоху нерозумності» (чеськ. Konzervatismus dnes: politika, společnost a zdravý rozum v době nerozumu) і «Маніфест четвертий: програма для друзів свободи Станіслава Балика, Петра Фіали, Їржі Гануса і Франтішека Мікса» (чеськ. Manifest čtyř: program pro přátele svobody autorů Stanislava Balíka, Petra Fialy, Jiřího Hanuše a Františka Mikše).

## Організаційна структура
Інститутом керує виконавча дирекція у складі трьох осіб:
- Франтішек Мікс, голова
- Петр Дворжак, заступник голови
- Франтішек Черха, заступник голови